# Aviation Industry Corporation of China
La Aviation Industry Corporation of China (AVIC) è una conglomerata cinese attiva nei settori della difesa e dell'aeronautica. Fondata nel 2008, ha sede a Pechino. Si è classificata al 143º posto nella classifica Fortune Global 500.

## Storia
La società è stata istituita nel 1951 come Aviation Industry Administration Commission, da allora l'industria aeronautica della Repubblica Popolare Cinese ha subito 12 riforme sistemiche.
| Periodo                         | Nome dell'organizzazione                                                                                                |
| ------------------------------- | --- |
| Aprile 1951 - Agosto 1952       | Aviation Industry Bureau, Ministero dell'Industria Pesante                                                              |
| Agosto 1952 - Febbraio 1958     | 4° Ufficio, No.2 Dipartimento Industria Meccanica                                                                       |
| Febbraio 1958 -Settembre 1960   | 4° Ufficio, No.1 Dipartimento Industria Meccanica                                                                       |
| Settembre 1960 - Settembre 1963 | 4° Ufficio, No.3 Dipartimento Industria Meccanica                                                                       |
| Settembre 1963 - Aprile 1982    | No.3 Dipartimento Industria Meccanica                                                                                   |
| Aprile 1982 - Aprile 1988       | Ministero dell'Industria Aeronautica                                                                                    |
| Aprile 1988 - Luglio 1993       | Ministero dell'Aviazione e dell'Industria aerospaziale                                                                  |
| Luglio 1993 - Luglio 1999       | China Aviation Industry Corporation                                                                                     |
| Luglio 1999 - Maggio 2008       | China Aviation Industry Corporation I, China Aviation Industry Corporation II                                           |
| Maggio 2008 - Novembre 2008     | China Aviation Industry Corporation I, China Aviation Industry Corporation II, Commercial Aircraft Corporation of China |
| Novembre 2008–Presente          | Aviation Industry Corporation of China (AVIC), Commercial Aircraft Corporation of China (COMAC)                         |

È uno dei fornitori principali di alcuni costruttori internazionali, come l'Airbus con cui in joint-venture assembla l'A320 presso gli stabilimenti di Tientsin. Inoltre la AVIC produce tramite la controllata Comac il C919, un velivolo da 159 posti diretto concorrente dei prodotti Airbus e Boeing.

## Società Controllate
- Comac
- Changhe Aircraft Industries Corporation
- Chengdu Aircraft Industry Group
- China Aviation Industry General Aircraft
- China National Aero-Technology Import & Export Corporation
- Guizhou Aircraft Industry Corporation
- Harbin Aircraft Industry Group
- Hongdu Aviation Industry Corporation
- Shaanxi Aircraft Corporation
- Shanghai Aviation Industrial Company
- Shenyang Aircraft Corporation
- Xi'an Aircraft Industrial Corporation
- Xi'an Aero-Engine Corporation